# Sesotho
El sesotho o sotho (/ˈsuːtuː/), sotho meridional o sesotho meridional és una llengua bantu que es parla sobretot a Sud-àfrica (on és una de les onze llengües oficials) i a Lesotho, estat on és la llengua nacional. És una llengua aglutinant que utilitza molts afixs i girs derivacionals i inflexionals per a construir paraules completes. Els basotho són els membres del grup ètnic que parlen el sesotho.

## Classificació
El sesotho és una llengua bantu meridional, que forma part de la gran família de les llengües nigerocongoleses. Forma part de les llengües sotho-tswanes de la zona S (segons la classificació de Guthrie de les llengües bantus). És molt pròxim a les altres llengües sotho-tswanes: twana (setswana), sesotho septentrional (sesotho sa leboa), kgalagadi (sheKgalagadi) i lozi (silozi). Els basotho anomenen sesotho a la seva llengua i aquest terme ha estat utilitzat en anglès des de la dècada de 1980, sobretot en l'anglès sud-africà i a Lesotho.
Sesotho és un endònim o nom d'una llengua que és utilitzat pels seus parlants nadius. Sotho és un exònim que es refereix a la mateixa llengua. A vegades és referit com a sotho meridional, que es distingeix sobretot del sotho septentrional.
Les llengües sothos són properes a les llengües dels grup de les llengües bantus meridionals com el Tshivenḓa (venda), el tsonga (xitsonga), el gitonga (tonga de Moçambic) i les llengües ngunis i també a les llengües makues de Tanzània i Moçambic.

## Dialectes
Excepte per una feble variació a Lesotho i excepte per una variació lèxica marcada entre les varietat dialectals de Lesotho i de la província sud-africana de l'Estat Lliure i que a la zona en la qual es parla el sesotho hi ha grans ciutats (com Soweto), en la qual rep influència d'altres llengües, el sesotho no té gaire varietat dialectal.
De tota manera, un aspecte que provoca confusions entre els estudiosos de la dialectologia del sesotho és el terme basotho, que es refereix a les persones que parlen les llengües sotho-tswanes, els parlants de sesotho i de sotho septentrional, als parlants de sesotho i als residents de Lesotho al mateix temps. El siphuthi (phuthi), és una llengua nguni està molt influenciat pel sesotho; els seus parlants han barrejat l'nguni i el sotho-tswana. Aquesta llengua a vegades és considerada erròniament com un dialecte del sesotho anomenat sephuthi. Però el phuthino és intel·ligible amb el sotho estàndard i per això no es pot considerar un dialecte seu. Hi ha una tendència a considerar llengües menors parlades a Lesotho com a dialectes del sesotho, cosa que condueix a errors. Aquesta errada és la que fa creure que el sesotho és la llengua materna de tots els ciutadans de Lesotho.
A més a més, el silozi (o lozi), una llengua sotho-twana parlada a Zàmbia també és considerada algunes vegades com un dialecte moder del sotho que es diu serotse o sekololo.
Segons la història oral dels sothos i els sothos septentrionals els primers sothos mítics foren els cinc fills del cap Tabane dels Bakgatles meridionals i la filla del cap de la nació bafokeng; aquests van fundar cinc tribus: els bapedis, els makgolokwes, els baphuthings, els batlokwes i els basies. Això succeí abans que el rei sotho Moshoeshoe I creés la nació sotho a inicis del segle xix. Aquesta història explica que el rei Moshoeshoe I va establir el seu propi dialecte, el sekwena per sobre dels dialectes setlokwa i setaung, que encara existeixen. El primer dels dos dialectes és un terme amplia la confusió, ja que el setlokwa és una llengua sotho septentrional que parlen els descendents d'un Batlokwa que va atacar el poblat d'infantesa del cap Moshoeshoe cosa que va provocar que aquests emigressin cap a l'espai on en l'actualitat hi ha Lesotho.

## Distribució geogràfica
| 0–20% 20–40% 40–60% |  | 60–80% 80–100% |  |

| <1 /km² 1–3 /km² 3–10 /km² 10–30 /km² 30–100 /km² |  | 100–300 /km² 300–1000 /km² 1000–3000 /km² >3000 /km² |  |

Distribució geogràfica dels sothos a Sud-àfrica: proporció de la població que parla sesotho a casa.

Distribució geogràfica dels sothos a Sud-àfrica: densitat dels parlants de sotho com a primera llengua.

Segons el cens del 2001, hi ha almenys quatre milions de sotho-parlants com a primera llengua a Sud-àfrica - aproximadament un 8% del total de la seva població). El sesotho és el principal llenguatge parlat pels habitants de Lesotho, país en el qual, segons el cens del 1993, és parlat pel 85% de la població (1.493.000 persones). El cens no compta els més de 5 milions de persones que parlen el sesotho com a segona o tercera llengua. Aquests parlants viuen a totes les zones residencials més importants de les àrees metropolitanes de Johannesburg, Soweto i Tshwane, que són zones on la població és multilingüe.

### Estatus oficial
El sesotho és una de les onze llengües oficials de Sud-àfrica i una de les dues llengües oficials de Lesotho.

## Llengües derivades
La pseudo-llengua Tsotsitaal deriva, d'entre moltes altres, del sesotho. El Tsotsitaal no és una llengua pròpiament dita; és un grup de vocabulari i un grup d'idiomes que utilitza la gramàtica d'una altra llengua (normalment el sesotho o el zulu. És part de la cultura jovenil de la majoria de les àrees metropolitanes de Gauteng i és la llengua que es fa servir sobretot en l'estil musical, kwaito.

## Ortografia i escriptura
El sesotho s'escriu en alfabet llatí però no utilitza totes les seves lletres. A més utilitza molts dígrafs i trígrafs per a representar sons simples. L'ortografia que es fa servir a Lesotho i a Sud-àfrica no és la mateixa; la varietat de Lesotho utilitza signes diacrítics.
Tot i que és una llengua tonal, mai s'indica el to en l'escriptura.

### Alfabet sotho
L'ortografia sesotho es basa en el següent alfabet:
| Ortografia | IPA       | Notes                                                                                               | Exemple                                                                     |
| ---------- | --------- | --------------------------------------------------------------------------------------------------- | --------------------------------------------------------------------------- |
| a          | /ɑ/       | com l' spa de l'anglès                                                                              | ho abela per distribuir                                                     |
| b          | /b/       | aquesta consonant és plenament pronunciada                                                          | lebese llet                                                                 |
| bj         | /bʒ/      | | ho bjarana a trencar com una olla de fang                                   |
| bj         | /bj/      | ?                                                                                                   |                                                                             |
| d          | [d]       | un al·lòfon de /l/ només passa abans de les vocals tancades (/i/ i /u/)                             | Modimo Déu                                                                  |
| e          | /ɪ/       | Com pit de l'anglès                                                                                 | ho leka per intentar                                                        |
| e          | /e/       | Com cafe de l'anglès                                                                                | ho jwetsa a comptar                                                         |
| e          | /ɛ/       | Com bed de l'anglès                                                                                 | ho sheba mirar                                                              |
| f          | /f/       | | ho fumiana per trobar                                                       |
| fj         | /fʃ/      | només es troba en passius de berbs que s'acaben en fa; alternatiu sh                                | ho bofjwa estar lligat                                                      |
| h          | /h/ o ɦ/} | aquests dos sons són al·lòfons                                                                      | ho aha per construir                                                        |
| hl         | /ɬ/       | | ho hlahloba per examinar                                                    |
| i          | /i/       | Com el beet de l'anglès                                                                             | tho bitsa cridar                                                            |
| j          | /ʒ/       | | mo jlefa hereu                                                              |
| j          | /d͡ʒ/      | és alternatiu a la fricativa /ʒ/                                                                    | ho ja per menjar                                                            |
| k          | /kʼ/      | no inspirat: habilitat                                                                              | boikarabelo responsibilitat                                                 |
| kh         | /kʰ/      | plenament aspirada: matar; passa sobretot en paraules antigues de les llengües ngunis i en ideòfons | lekhokho la part de la papilla que roman al forn a l'olla després de cuinar |
| kg         | /x/       | | sekgo aranya                                                                |
| kg         | /k͡xʰ/     | alternativa a la fricativa velar                                                                    | kgale fa molt de temps                                                      |
| l          | /l/       | mai passa abans de vocals tancades (/i/ o /u/), on esdevé /d/                                       | selepe destral                                                              |
| m          | /m/       | | ho mamaretsa per cola                                                       |
| n          | /n/       | | lenaneo                                                                     |
| ng         | /ŋ/       | pot passar inicialment                                                                              | lengolo lletra                                                              |
| ny         | /ɲ/       | com el niño del castellà \| ho nyala per matrimoni                                                  |                                                                             |
| o          | /ʊ/       | com put de l'anbglès                                                                                | potso pregunta                                                              |
| o          | /o/       | Com oiseau del francès                                                                              | pontsho prova                                                               |
| o          | /ɔ/       | Anglès: board                                                                                       | mongolo escriptura                                                          |
| p          | /pʼ/      | no aspirada: spit                                                                                   | pitsa pot de cuinar                                                         |
| ph         | /pʰ/      | aspirat: pin                                                                                        | phuputso investigació                                                       |
| pj         | /pʃʼ/     | alternativa tj                                                                                      | ho pjatla per cuinar bé                                                     |
| pjh        | /pʃʰ/     | versió aspirada de l'anterior; alternativa tjh                                                      | mpjhe estruç                                                                |
| q          | /ǃ/       | radical (tenuis)                                                                                    | ho qoqa per gat                                                             |
| qh         | /ǃʰ/      | aspirada                                                                                            | leqheku una persona més vella                                               |
| nq         | /ᵑǃ       | nasal; sovint és pronunciada només com un click radical                                             | ho nqosa per acusar                                                         |
| r          | /ʀ/       | tipus suau parisenc r                                                                               | moriri cabell                                                               |
| s          | /s/       | | Sesotho                                                                     |
| sh         | /ʃ/       | | Moshweshwe Moshoeshoe I                                                     |
| t          | /tʼ/      | no aspirada: tija                                                                                   | botala verdura                                                              |
| th         | /tʰ/      | | tharollo solució                                                            |
| tj         | /t͡ʃʼ/     | | ntja gos                                                                    |
| tjh        | /t͡ʃʰ/     | | ho ntjhafatsa per renovar                                                   |
| tl         | /t͡ɬʼ/     | | ho tlatsa per omplir                                                        |
| tlh        | /t͡ɬʰ/     | només es fa servir com una forma nasalitzada o hl o com una alternativa a [3]                       | tlhaho natura                                                               |
| ts         | /t͡sʼ/     | | ho tsokotsa per esbandida                                                   |
| tsh        | /t͡sʰ/     | aspirada                                                                                            | ho tshoha per esdevenir espantat                                            |
| u          | /u/       | Com boot de l'anglès                                                                                | tumo fama                                                                   |
| w          | /w/       | | sewa epidèmia                                                               |
| y          | /j/       | | ho tsamaya per caminar                                                      |

## Fonologia
El sistema sonor del sesotho és poc normal en molts aspectes: Té consonants ejectives, consonants de clic, consonants vibrants uvulars sonores i un nombre relativament gran de consonants africades, consonants prenasalitzades i una forma estranya d'harmonia vocal alta. En total, el sesotho té 39 fonemes consonantals i 9 vocals.
També té un gran nombre de transformacions sonores complexes que canvien els fonemes de les paraules a causa de la influència d'altres (a vegades invisibles) sons.

## Gramàtica
Les propietats més característiques de la gramàtica sotho que revelen que és una llengua bantu són els seus sistemes de substantius de gènere i concordances. El sistèma gramatical de gènere de les llengües bantus no tenen morfemes que indiquen el gènere dels substantius.
Una altra propietat coneguda de les llengües bantus és la seva morfologia aglutinativa. A més a més, tendeixen a no tenir un sistema de casos gramaticals,que indica que els rols dels substantius es mostra a través d'ordre de les paraules.

### Tipologia
- És una llengua aglutinant.
- És una llengua SVO (subjecte-verb-objecte).
- És una llengua tonal. Té una tonologia complexa.
- No té un sistema de cas gramatical. Els rols dels substantius són indicats per una combinació de l'ordre de les paraules i marcadors en el verb que no canvien els noms en si mateix.
- Té un sistema gramatical de gènere complex però no inclou el gènere natural.
- És una llengua pro-drop. Els verbs poden ser utilitzats sense explicitar específicament el subjecte o objecte amb substantius (noms o pronoms).

### Ortografia i escriptura
- Bird, S. 1998. Strategies for representing tone in African writing systems: A critical review.

### Fonologia
- Clements, G.N, i Rialland, A. 2005. Africa as a Phonological Area. A: Bernd Heine & Derek Nurse (eds), Africa as a Linguistic Area. Cambridge: Cambridge University Press.
- Dichabe, S. B. 1997. Advanced Tongue Root Harmony in Setswana. M.A. thesis. University of Ottawa. ISBN 0-612-20913-X.
- Doke, C. M., and Mofokeng, S. M. 1974. Textbook of Southern Sotho Grammar. Cape Town: Longman Southern Africa, 3rd. impression. ISBN 0-582-61700-6.
- Hyman, L. M. 2003. Segmental phonology. A: D. Nurse & G. Philippson (eds.), The Bantu languages, pp. 42–58. London: Routledge/Curzon.
- Schadeberg, T.C. 1994-5. Spirantization and the 7-to-5 Vowel Merger in Bantu. A: Marc Dominicy & Didier Demolin (eds), Sound Change. Belgian Journal of Linguistics, 73-84.

### Gramàtica
- Anyanwu, R. J. 2001. On the manifestation of stress in African languages. Typology of African prosodic systems workshop. Bielefeld University. Maig 2001.
- Coupez, A., Bastin, Y., i Mumba, E. 1998. Reconstructions lexicales bantoues 2 / Bantu lexical reconstructions 2. Tervuren: Musée royal de l'Afrique centrale.
- Doke, C. M., i Mofokeng, S. M. 1974. Textbook of Southern Sotho Grammar. Cape Town: Longman Southern Africa, 3rd. impression. ISBN 0-582-61700-6.
- Hyman, L. M. 2003. Segmental phonology. A: D. Nurse & G. Philippson (eds.), The Bantu languages, pp. 42–58. London: Routledge/Curzon.